# Give 'Em Enough Rope
Give 'Em Enough Rope je bio drugi album sastava The Clash u Engleskoj i američki predhodnik modificiranog albuma The Clash. Album je dobro primljen od strane kritičara i obožavatelja, da bi dospio na 2. mjesto na engleskoj i na 128. na američkoj ljestvici.

## Povijest
1978. Rolling Stone, Time časopis i popularni engleski tjednik Sounds su ga nominirali za najbolji album godine. Tjednik mu je dao sjajne ocjene nakon puštanja albuma, a pisac David Mculloch ga je nazvao "ritmičnim i brzim heavy metalom", a tvrdio je i da je to najbolji album nakon prethodnog clashevog albuma.
Naslovnicu je dizajnirao Gene Grief.
Tommy Gun i English Civil War su pušteni kao singlovi u albumu, nakon Božića 1978.
Došli su na 19. i 25. mjesto na engleskoj ljestvici.
Pjesma "Guns On The Roof", početna pjesma na B-strani albuma, koji je inspirirao incident sa zračnicom koji je prouzročio da čitav anti teroristički odred Metropolitanske policije napao Clashov stožer u Camden Marketu. Paul Simonon i Topper Headon su uhićeni kao opasni kriminalci (morali su kasnije platiti 750 funti globe ) jer su gađali trkače golubove s krova zgrade probnog prostora.
Sandy Pearlman nije bio ljubitelj Strummerova glasa, i to u tolikoj mjeri da je pojačao bubnjeve glasnije od vokala na čitavom albumu.

## Popis pjesama
1. "Safe European Home"- 3:50
2. "English civil war" - 2:35
3. "Tommy Gun"- 3:17
4. "Julie's Been Workin For The Drug Squad"- 3:03
5. "Last Gang In Town"- 5:14
6. "Guns on the Roof"- 3:15
7. "Drug-Stabbing Time"- 3:43
8. "Stay Free"- 3:40
9. "Cheapskates"- 3:25
10. "All The Young Punks( New Boots and Contracts)- 4:55

## Top ljestvice

### Album
| Godina | Ljestvica            | Pozicija |
| ------ | -------------------- | -------- |
| 1978.  | UK Albums Chart      | #2       |
| 1978.  | Billboard Pop Albumi | #126     |

### Singlovi
| Godina | Singl               | Ljestvica        | Pozicija |
| ------ | ------------------- | ---------------- | -------- |
| 1978.  | "Tommy Gun"         | UK Top Ljestvica | #19      |
| 1978.  | "English Civil War" | UK Top Ljestvica | #25      |

## Izvođači
- Joe Strummer - gitara, vokal
- Mick Jones - gitara, vokali
- Paul Simonon - bas-gitara
- Topper Headon - bubnjevi
- Sandy Pearlman - producent

## Vanjske poveznice
- allmusic.com - Give 'Em Enough Rope